# Bristol and Portishead Pier and Railway
Die Bristol and Portishead Pier and Railway war eine Eisenbahngesellschaft in Somerset in England.
Um 1846 hatte die Portbury Pier and Railway den Plan zum Bau einer Bahnstrecke von Bristol an die Meeresküste. Dieses Vorhaben wurde nicht umgesetzt.
Am 29. Juni 1863 wurde die Bristol and Portishead Pier and Railway gegründet, um den vorherigen Plänen folgend in Portishead ein Pier zu errichten und eine Bahnstrecke von der Bristol-and-Exeter-Railway-Strecke in Bedminster Downs nach Portbury zu bauen. Die 16 Kilometer lange in 2,14 Meter Breitspur ausgeführte Strecke wurde am 12. April 1867 eröffnet. Am 5. Juli 1879 wurde der Hafen in Betrieb genommen. Das Pier diente später als Zwischenstation für Ozeandampfer.
Nach der Übernahme der B&ER 1876 durch die Great Western Railway, führte die GWR den Betrieb auf der Strecke durch. Mit Wirkung vom 1. Juli 1884 wurde die Gesellschaft schließlich von der Great Western übernommen.